# يوكنعام

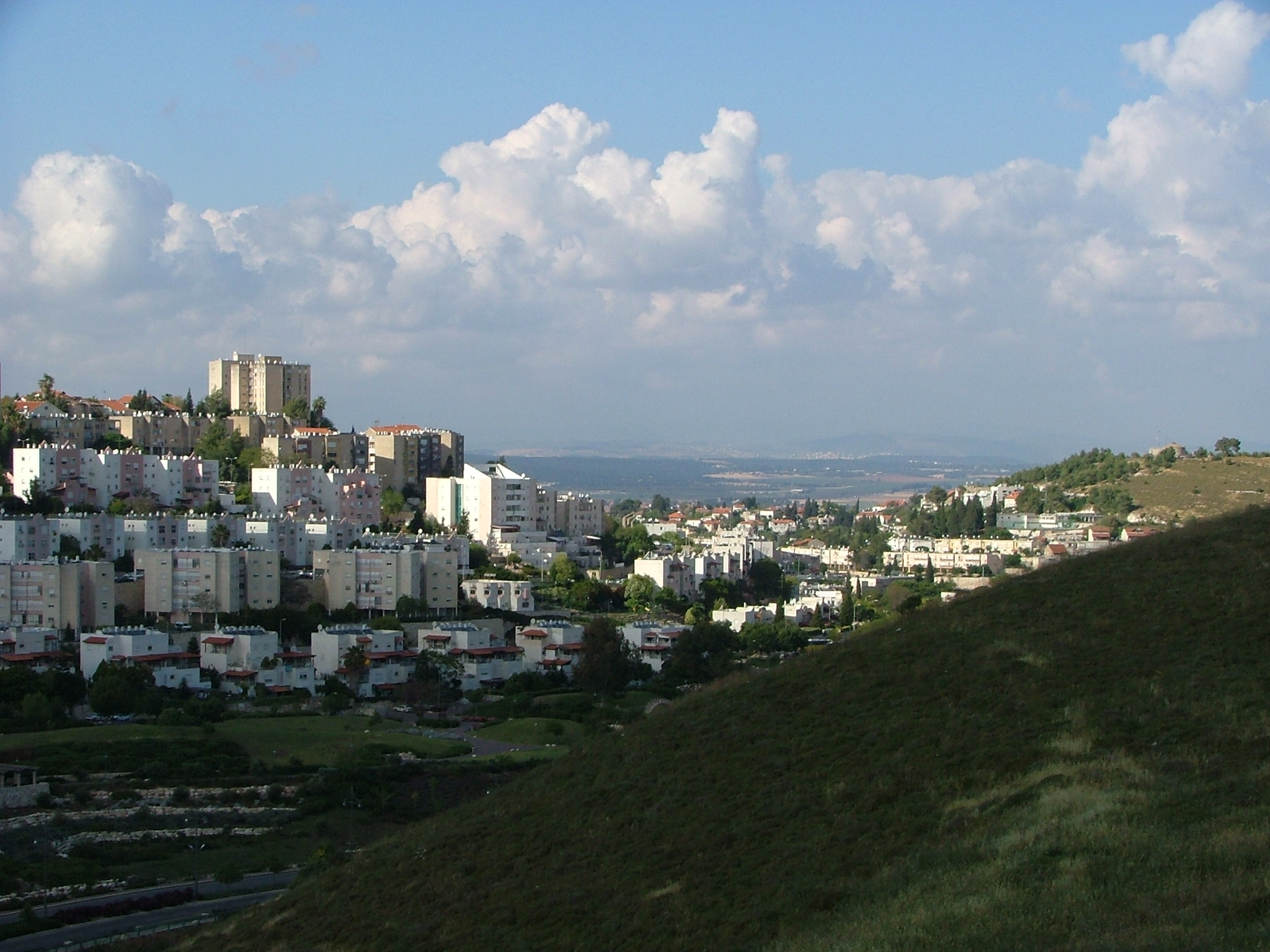
منظر عام للمدينة.

يوكنعام أو يوكنعام عيليت (بالعبرية: יָקְנְעָם עילית) مدينة إسرائيلية تقع جنوب شرق مدينة حيفا ضمن اللواء الشمالي. تم إنشاؤها عام 1935 كستوطنة يهودية على ما كان تابعا لأراضي بلدة قيرة الفلسطينية المُهجّرة. وفي سنة 1945، كان سكان المستعمرة قد امتلكوا أراضي القرية كلها قبل أن يهجّروا أصحابها العرب في النكبة عام 1948. في سنة 1950، أُنشئت ضاحية يوكنعام عِليت امتداداً للمستعمرة. وأُنشئ كيبوتس فيها.
تقع المدينة في منطقة الجليل الأسفل الجبلية، حيث يحدها الطريق السريع 70 وجبل الكرمل الذي تقع عند قاعدته. كما تطل على مرج بن عامر إلى الجنوب الشرقي، وتبعد 21 كيلومترا عن حيفا. بلغ عدد سكان يوكنيم عيليت حوالي 18,600 في نهاية عام 2007. وقد تم اختيارها مؤخرا كمركز لشركات التكنولوجيا الفائقة، ويرجع ذلك لقربها من معهد التخنيون في حيفا.
المدينة هي أحد مراكز وادي السيليكون الإسرائيلي .

## توأمة
ليوكنعام اتفاقيات توأمة مع كل من:
- أوسكمان
- أتلانتا
- لا غارن كولمب
- لوغو
- ميانيانغ
- مونتوبان
- بوزيغا
- San Pedro de Atacama [الإنجليزية]‏
- سانت لويس
- فيهل
- لوغو